# マリインスク駅
マリインスク駅（ロシア語: Станция Мариинск）は、ロシア連邦ケメロヴォ州マリインスクにある、ロシア鉄道（РЖД）の駅。シベリア鉄道上の駅であり、全ての列車が停車する。

## 概要
当駅を境に電化方式が変わっており、西方面（ノヴォシビルスク方面）は 3 kV の直流、東方面（クラスノヤルスク方面）は 25 kV の交流になっている。これにより電気機関車の交換が必要であり、全ての列車が駅に停車する。旅客列車の停車は25～30分程。エレクトリーチカは西方面（タイガ行き）のみの運行で、当駅からボゴトル駅までの間はエレクトリーチカの運行が無い。
当駅はクラスノヤルスク鉄道支社管轄であるが、当駅からノヴォシビルスク方面は西シベリア鉄道支社の管轄となり、当駅と3704km駅の間にある 3707～3708 km 地点が西シベリア鉄道支社とクラスノヤルスク鉄道支社の境界となっている。

## 駅構造

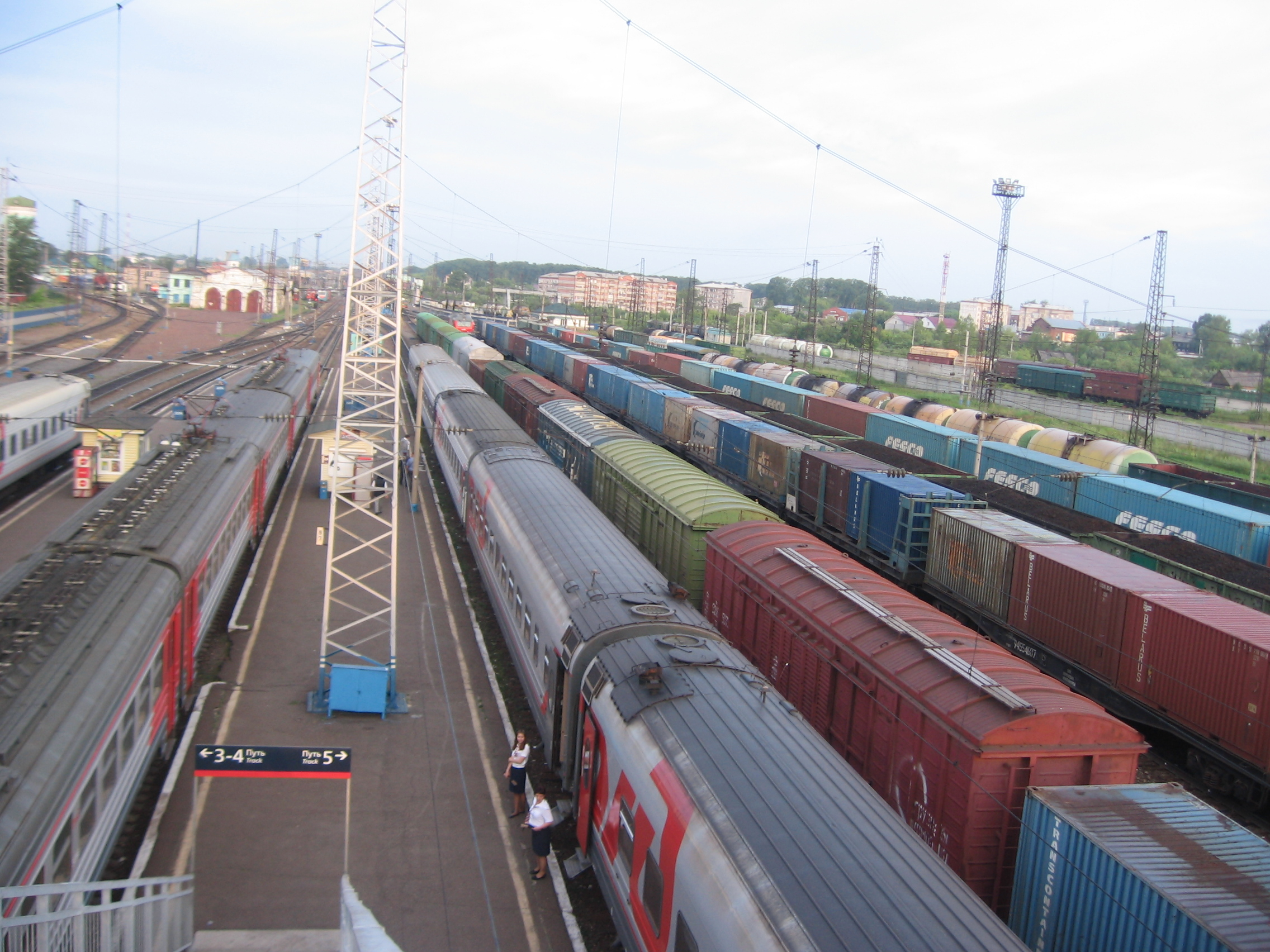
プラットホーム全景

単式ホームが1面、島式ホームが2面、線路が14線ある地上駅。駅舎は駅南側にある単式ホーム上に位置し、各ホームへは跨線橋または線路上を直接横断して移動ができる。

## 隣の駅
ロシア鉄道
シベリア鉄道
1・2列車（ロシア号）、69・70列車、97・98列車、127・128列車、129・130列車、229・230列車
アンジェルスカヤ駅 - マリインスク駅 - チャジン駅
7・8列車、11・12列車
ヤヤ駅 - マリインスク駅 - チャジン駅
67・68列車
ヤヤ駅 - マリインスク駅 - ススロヴォ駅
81・82列車
タイガI駅 - マリインスク駅 - ボゴトル駅
91・92列車
イジュモルスカヤ駅 - マリインスク駅 - チャジン駅
269・270列車、273・274列車
アンジェルスカヤ駅 - マリインスク駅 - ボゴトル駅
エレクトリーチカ（タイガ方面）
3704km駅 - マリインスク駅